# Volby do Národního shromáždění 1960
Volby do Národního shromáždění Republiky československé se konaly v neděli 12. června 1960. Bylo v nich zvoleno 300 poslanců nejvyššího zákonodárného sboru Československa.

## Profil zvolených poslanců
Z celkových 300 poslanců bylo zvoleno 233 mužů a 67 žen. 3 poslanci byli mladší 25 let. Profesně bylo mezi poslanci 79 dělníků, 45 členů JZD, 59 příslušníků takzvané pracující inteligence a 117 poslanců z řad ostatních pracujících. Národnostně bylo v Národním shromáždění 205 poslanců národnosti české, 83 slovenské, 6 maďarské, 3 ukrajinské, 2 německé a 1 poslanec polské národnosti.

## Výsledky
|            |                                |             |           |        |         |        |
| Strana     | Strana                         | Strana      | Hlasy     | %      | Mandáty | %      |
|            | Národní fronta Čechů a Slováků | KSČ         | 9 059 838 | 99,86  | 147     | 100,00 |
| KSS        | Národní fronta Čechů a Slováků | 69          | 9 059 838 | 99,86  |         | 100,00 |
| nestraníci | Národní fronta Čechů a Slováků | 43          | 9 059 838 | 99,86  |         | 100,00 |
| ČSS        | Národní fronta Čechů a Slováků | 19          | 9 059 838 | 99,86  |         | 100,00 |
| ČSL        | Národní fronta Čechů a Slováků | 16          | 9 059 838 | 99,86  |         | 100,00 |
| SSO        | Národní fronta Čechů a Slováků | 4           | 9 059 838 | 99,86  |         | 100,00 |
| SSl.       | Národní fronta Čechů a Slováků | 2           | 9 059 838 | 99,86  |         | 100,00 |
|            | Bílé lístky                    | Bílé lístky | 12 775    | 0,14   | —       | —      |
| Celkem     | Celkem                         | Celkem      | 9 072 613 | 100,00 | 300     | 100,00 |

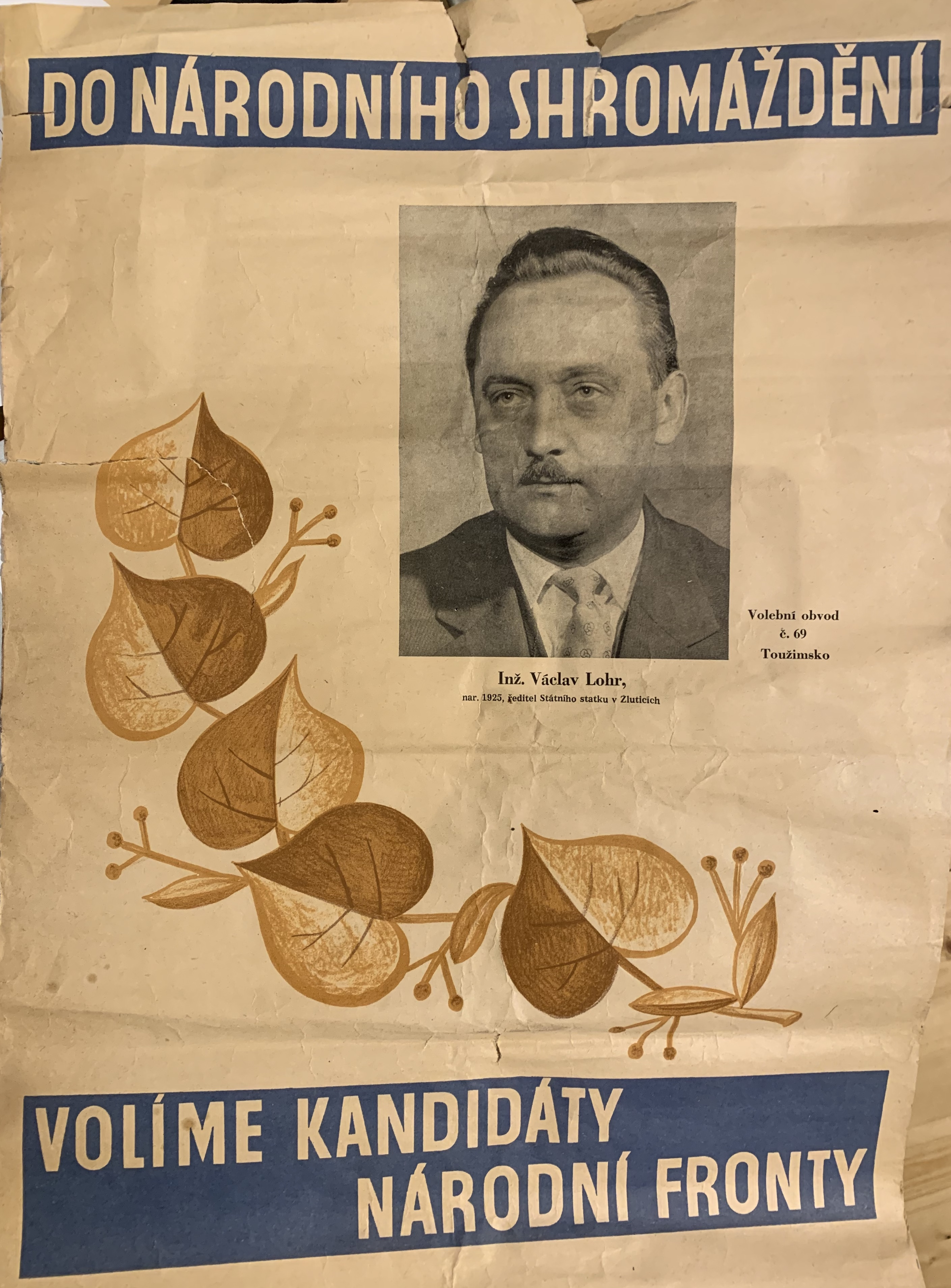
Václav Lohr na plakátu voleb

Voleb se zúčastnilo 9 085 432 registrovaných voličů, což je 99,68% voličů evidovaných ve voličských seznamech. Bílé lístky byly projevem nesouhlasu s politikou Národní fronty.

### Související článek
- Seznam členů Národního shromáždění ČSSR po volbách v roce 1960